# Hypospila pseudobolinoides
Hypospila pseudobolinoides är en fjärilsart som beskrevs av Holloway 1979. Hypospila pseudobolinoides ingår i släktet Hypospila och familjen nattflyn. Inga underarter finns listade i Catalogue of Life.